# Photocryptus testaceus
Photocryptus testaceus là một loài tò vò trong họ Ichneumonidae.